# Zawisch von Falkenstein

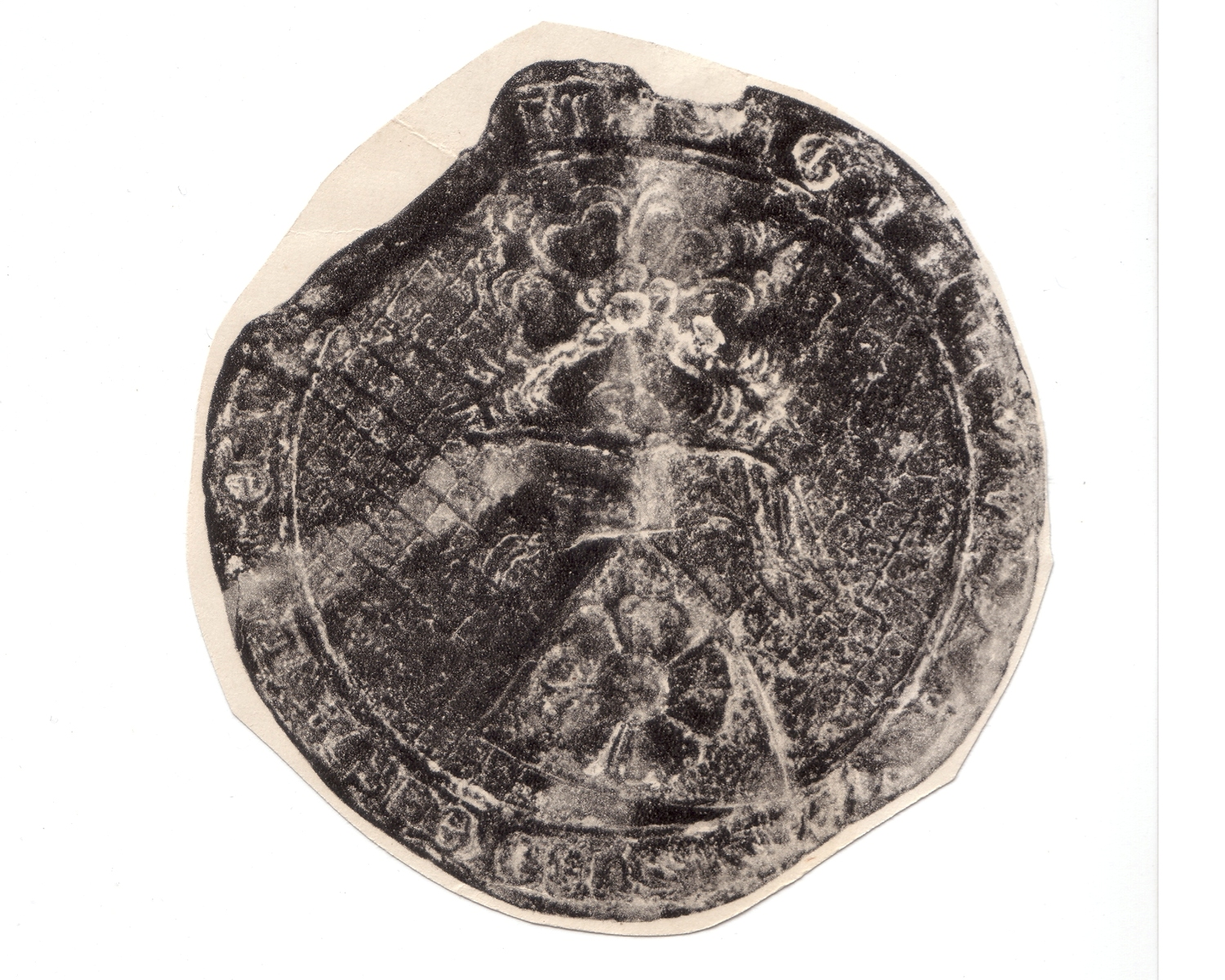
Zawischs Siegel

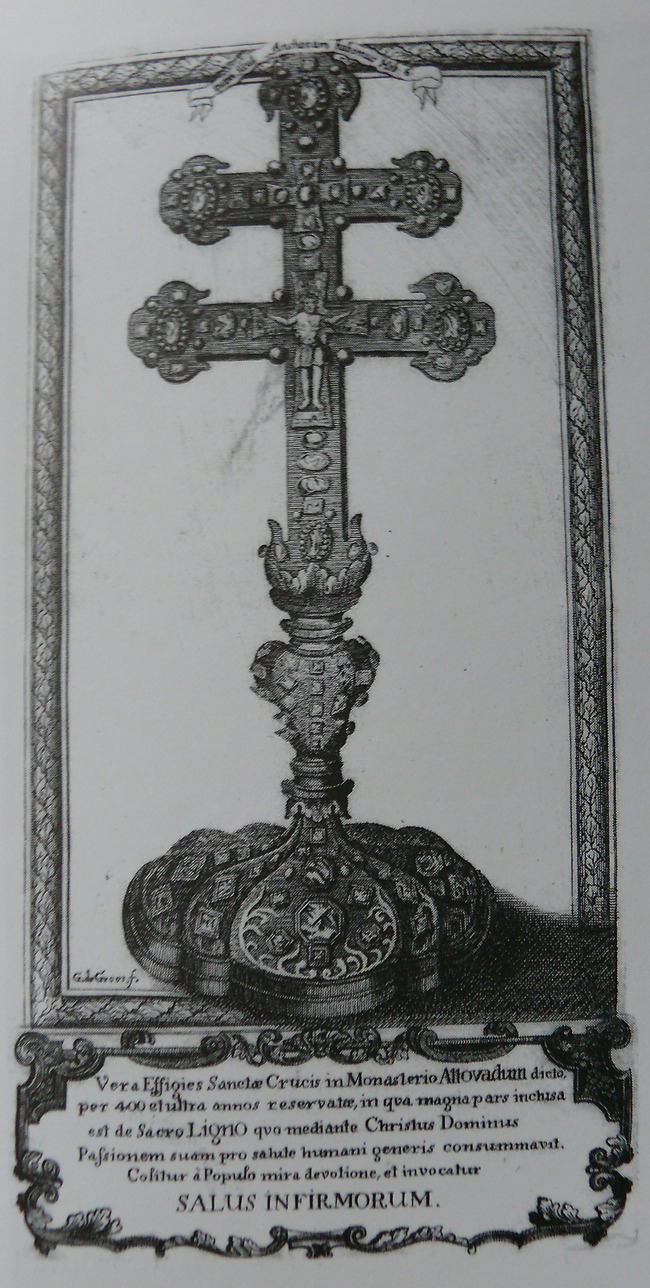
Barocke Darstellung des heute im Kloster Vyšší Brod ausgestellten Zawischkreuzes

Zawisch von Falkenstein (tschechisch Záviš z Falkenštejna) (* etwa 1250; † 24. August 1290) war ein Widersacher des böhmischen Königs Ottokar II. Přemysl. Er entstammte dem Krumauer Familienzweig der Witigonen.

## Leben
Zawisch war ein Urenkel des Begründers des witigonischen Familienzweigs der Herren von Krumau, Witiko II. d. Ä. (Vítek starší) Seine Eltern waren Budiwoj von Krumau und Perchta von Falkenstein aus dem österreichischen Mühlviertel. Sie war eine Enkelin des Kalhoch II. von Falkenstein, dem Begründer des Zisterzienserstifts Schlägl.
Durch das zentralisierende Regiment des Königs Ottokar II. Přemysl sowie dessen Landesausbau mit königlichen Städten und Klöstern sah sich der führende böhmische Adel in seinen bisherigen Rechten beeinträchtigt. Zudem wollte der König mit den Gründungen der Königsstadt Budweis und des Klosters Goldenkron die weitere Expansion der mächtigen witigonischen Familienzweige der Herren von Krumau, von Neuhaus und von Rosenberg verhindern. Sie verfügten über ausgedehnte Ländereien in Süd- und Mittelböhmen und waren nicht bereit, Verluste hinzunehmen. Nachdem sich Ottokar II. 1276 geweigert hatte, den Witigonen die Herrschaft Weleschin zu überlassen, die sich zwischen den rosenbergischen und den Neuhauser Besitzungen erstreckte, rebellierten sie und weitere Adlige gegen den König.
Die Aufständischen, deren Führung Zawisch von Falkenstein übernahm, plünderten Budweis und Goldenkron und besetzten königliche Burgen. Ottokar II. wurde gezwungen, den sogenannten Wiener Frieden mit dem Römisch-deutschen König Rudolf I. zu schließen, unter dessen Schutz sich nun die Witigonen begaben.
Nach dem Tod Ottokar II. Přemysls 1278 in der Schlacht auf dem Marchfeld kam es zu Machtkämpfen um die Krone zwischen Otto von Brandenburg, der die Vormundschaft über Přemysls unmündigen Sohn Wenzel II. ausübte und den Vertretern der Königswitwe Kunigunde von Halitsch, auf deren Seite Zawisch von Falkenstein stand. Sie ernannte ihn zum Burggrafen von Grätz, wo sie ein heimliches Verhältnis zu ihm unterhielt. Nachdem 1283 der zwölfjährige Thronfolger Wenzel aus seiner Gefangenschaft in Brandenburg zurückgekehrt war, gewann Zawisch großen Einfluss auf ihn und besetzte die wichtigsten Ämter mit seinen Verwandten und Parteigängern. Im Mai 1285 vermählte sich Zawisch mit Kunigunde, die bereits zwei Jahre vorher den gemeinsamen Sohn Jan/Ješek gebar. Nachdem Kunigunde schon drei Monate nach der offiziellen Hochzeit verstarb, regierte Zawisch faktisch das Land. Vermutlich unter Zawischs Einfluss übergab König Wenzel am 23. Oktober 1285 seinem Stiefbruder Jan/Ješek Stadt und Herrschaft Lanškroun in Ostböhmen.
Nach Wenzels Heirat 1285 verzichtete Zawisch auf Druck des empörten Adels im Laufe des Jahres 1286 auf seine Ämter und zog sich auf den Hof des ungarischen Königs Ladislaus IV. zurück. Dort heiratete er 1287 dessen Schwester Elisabeth, mit der er sich auf der Burg Svojanov bei Polička niederließ.
Nachdem sich Zawisch geweigert hatte, die Königsgüter, die er sich angeeignet hatte, herauszugeben, wurde er im Januar 1289 auf Antrag des Prager Bischofs Tobias von Bechin und des Anführers des Herrenstandes Burkhard von Janowitz gefangen genommen. Aus Protest zerstörten seine Anhänger im selben Jahr die Städte Deutschrod und Pilgram. Zawisch wurde des Hochverrats angeklagt und am 24. August 1290 in Anwesenheit seiner Brüder unter der Burg Hluboká mit dem Schwert hingerichtet. Dieser Hinrichtungsort wurde gewählt, da sich auch Zawischs Bruder Witiko II. von Krumau weigerte, die Burg Hluboká nad Vltavou, die er unrechtmäßig hielt, herauszugeben.
Seine Brüder Johann (Henclinus) von Skalitz und Budiwoj von Skalitz flüchteten nach Polen, wo sie um 1300 den Tod fanden. Die Brüder Witiko und Wok I. von Krumau durften nach Verhandlungen mit dem König ihre Ländereien behalten. Sie stifteten nach dem Tod Zawischs für dessen Seelenheil dem Kloster Hohenfurt die Dörfer Ulrichschlag, Klein-Drasen und Hohenschlag. Zawischs Leichnam wurde in der Familiengruft im Kloster Hohenfurt beigesetzt. Nachfolgend überschrieb König Wenzel einen Teil des witigonischen Grundbesitzes dem von ihm gegründeten Zisterzienserkloster Königssaal.

## Familie
- Zawisch war in erster Ehe mit einer Frau unbekannten Namens verheiratet, die eine Tochter gebar, deren Name ebenfalls nicht bekannt ist. Sie heiratete Heinrich von Kruschina von Lichtenburg (Jindřich Krušina z Lichtenburka).
- In zweiter Ehe vermählte sich Zawisch im Mai 1285 mit der Königinwitwe Kunigunde von Halitsch, die jedoch schon am 9. September 1285 verstarb. Mit ihr hatte er den Sohn Jan/Ješek († 1337), der bereits drei Jahre vor der Hochzeit geboren worden war und später Kreuzritter des Deutschen Ritterordens wurde.
- Nach Kunigundes Tod vermählte sich Zawisch am 4. Mai 1288 in dritter Ehe mit Elisabeth von Ungarn.

## In der tschechischen und deutschen Literatur
- Vítězslav Hálek: Záviš z Falkenštejna. Fr. Řivnáč, Praha 1861, online.
- August Sperl: Die Söhne des Herrn Budiwoj. Eine Dichtung. 2 Bände. Beck Verlag, München 1897 (online im Projekt Gutenberg-DE).